# Attalos I av Pergamon

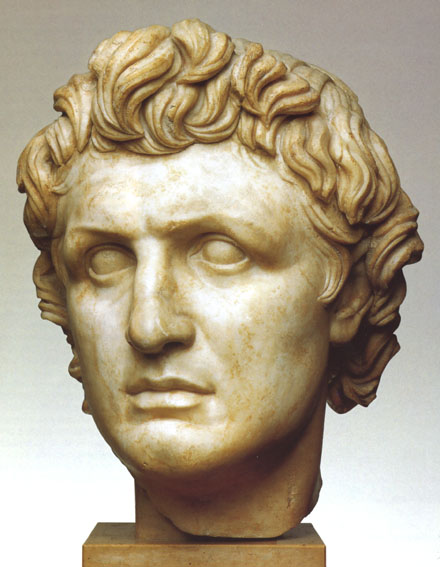
Byst av Attalos I från omkring 200 f.Kr. i Pergamonmuseet i Berlin.

Attalos I, Attalos Soter, född 269 f.Kr., död 197 f.Kr., var kung av Pergamon från 241 f.Kr. Han var far till Eumenes II Soter av Pergamon och Attalos II av Pergamon.
Attalos utnämndes till kung 241 f.Kr. efter en seger över galaterna, som länge plundrat de hellenska staterna i Mindre Asien. Därefter ledde han ett krig mot Syrien och Makedonien och bistod romarna med ett värdefullt understöd mot konung Filip V av Makedonien. Hans erövringar gick visserligen till stora delar förlorade. Men genom sin seger över galaterna, sitt försvar av de hellenska staterna, förbundet med romarna och ett klokt användande av rikets betydande skatter, särskilt till främjande av konst och vetenskap, gjorde han betydande insatser för regionens utveckling under perioden. Han dog 197 f.Kr. i Pergamon och efterträddes av sin son Eumenes II.